# SelTrac
SelTrac（洛倫茲標準電子列車控制系統）是一套由Alcatel公司開發，以數碼技術形式控制鐵路車輛的訊號系統。由於原有生產商被Nokia收購，SelTrac已於2015年起改由泰雷兹集團銷售（而為港鐵市區綫提供的香港專用CBTC，則由港鐵、泰雷兹及阿爾斯通合作研發）。
2024年5月31日，日立鐵道公司宣布收購泰雷茲集團鐵路業務，SelTrac即將成為日立旗下產品。

## 產品家族

### SelTrac LS
是一套邏輯閉塞形式的列車控制系統。

### SelTrac MS
與SelTrac LS一樣，也是邏輯閉塞形式的列車控制系統，但較LS更先進。

### SelTrac IS
是一套移動閉塞式列車自動控制系統。要把既有的固定閉塞系統升級至移動閉塞系統，只需把新系統鋪在既有系統上便可，此策略容許鐵路經營者逐步引入新系統。另外，若要將本系統再升級至CBTC，亦只需加裝少量硬件（主要是軌道上的CBTC WiFi路由器），並將列車及控制中心的SelTrac軟件刷新即可。但升級至CBTC後，由於CBTC是採用WiFi而非軌道電路傳送訊號，因此不能還原至舊有的IS系統。

### SelTracCBTC
CBTC（包括導致港鐵列車相撞的香港專用 SelTrac CBTC）是SelTrac 4種列車控制產品的頂級型號，採用通訊式列車控制（無線訊號系統，移動閉塞）技術，其能力可由最基本的控制列車行車速度能力，至最高的列車控制管理系統均能勝任。

## 數據聯繫
SelTrac透過低頻引導環或高射頻頻譜無線電系統技術聯繫數據。

### 數據聯繫系統（DCS）
- 英文全名為Data Communication System，此系統以開放式標準的單一綜合網絡，聯繴各列車控制支系統；可分成以下3種元素：

1. 無空間電台聯繫（從所有列車接收或發送）
2. 路邊網絡
3. 保安系統

- 以太網絡的IP網絡是以IEEE 802.3為標準。
- 電台順從IEEE 802.11標準，透過無線聯繫，提供數據（例如與前方列車的距離）予在路軌上的列車。
- 每抽列車均設有流動收音機，為車上的電腦提供介面，使軌道上的無線聯繫達致完整。
- 所有組成數據聯繫系統的元件稱為Commercial-Off-The-Shelf（COTS）。

## 使用
全球各地不少鐵路系統也有使用SelTrac的信號系統。以下是部分有使用SelTrac信號系統的鐵路系統：

### 亞洲
- 香港：
  - 港鐵屯馬綫（2021年，SelTrac CBTC［以IS為基礎］，ATO，車型：SP1900/SP1950/KRS991/1151型電動列車/中車長客列車）
  - 港鐵荃灣綫，港島綫，觀塘綫和將軍澳綫（預計2025至2026年起，泰雷兹 - 阿爾斯通香港改進型SelTrac CBTC，ATO）
  - 香港國際機場旅客捷運系統（2014-15年，SelTrac CBTC，無人駕駛式ATO，車型：三菱重工/IHI製列車）
- 中国大陆：
  - 武汉地铁1号线（2004年，SelTrac IS（S40型），ATC，車型：北车长春厂制列車（一期12列，三期14列，四期25列）／南車株洲廠製列車（二期21列））
  - 武汉地铁3号线(2015年，SelTrac CBTC，ATO，車型：北车长春廠製列車）
  - 武汉地铁7号线(2018年，SelTrac CBTC，ATO，車型：中車长春/株洲廠製列車）
  - 武汉地铁11号线(2018年，SelTrac CBTC，ATO，車型：中車长春廠製列車）
  - 合肥地铁4号线（2021年，SelTrac CBTC，ATO，車型：中车浦鎮制列车
  - 郑州地铁6号线（2022年，SelTrac CBTC，ATO，車型：中车四方制列车
  - 廣州地鐵3號線（2006年，SelTrac IS（S40型） ，ATO，車型：西門子列車／南車株洲廠聯製列車 (B1、B2、B4、B10)、中車长春廠列車 (B11)）
  - 廣州地鐵9號線（2017年，SelTrac CBTC，ATO，車型：中車株洲廠製列車 (B6)）
  - 廣州地鐵14號線（2017年，SelTrac CBTC，ATO，車型：中車株洲廠製列車 (B7)）
  - 廣州地鐵21號線（2018年，SelTrac CBTC，ATO，車型：中車株洲廠製列車 (B8)）
  - 上海地鐵5號線（2018年，SelTrac CBTC［以IS為基礎］，ATO，車型：阿爾斯通／北车长客制列车 (05C01、05C02)）
  - 上海地鐵6號線（2007年，SelTrac MS，ATO，車型：阿爾斯通／北车长客制列车 (06C01、06C02、06C03、06C04)）
  - 上海地鐵8號線（2007年，SelTrac MS，ATO，車型：阿爾斯通／北车长客制列车 (08C01、08C02、08C03、08C04)）
  - 上海地鐵9號線（2007年，SelTrac MS，ATO，車型：龐巴迪 - 北车长客制列车 (09A01、09A02、09A03、09A04)）
  - 上海地鐵7號線（2009年，SelTrac MS，ATO，車型：龐巴迪 - 北车长客制列车 (07A01、07A02、07A03)）
  - 上海地鐵11號線（2009年，SelTrac MS，ATO，車型：南车株洲电力机车 / 北车长客制列车 (11A01、11A02、11A03)）
  - 上海地鐵14號線（2021年，SelTrac CBTC，ATO，車型：中車株洲廠製列車 (14A01)）
  - 杭州地鐵16號線（2020年，SelTrac CBTC，ATO，車型：中车浦鎮廠製列車）
  - 南京地铁4号线（2017年，SelTrac CBTC，ATO，車型：阿爾斯通／中车浦鎮制列车）
  - 南京地铁S1号线（2014年，SelTrac CBTC，ATO，車型：阿爾斯通／中车浦鎮制列车）
  - 南京地铁S7号线（2018年，SelTrac CBTC，ATO，車型：阿爾斯通／中车浦鎮制列车）
  - 南昌地铁1号线（2015年，SelTrac CBTC，ATO，車型：北车长春廠製列車）
  - 南昌地铁2号线（2017年，SelTrac CBTC，ATO，車型：北车长春廠製列車）
  - 青岛地铁8号线（2020年，SelTrac MS，ATO，車型：中车四方廠製列車）
  - 北京地鐵4號線（2009年通車，SelTrac MS，ATO，車型：北京地铁SFM05型电动车组）
  - 北京地鐵大興線（2010年通車，SelTrac MS，ATO，車型：北京地铁SFM05型电动车组）
  - 深圳地鐵9號線（2016年通車，SelTrac CBTC，ATO，車型：中车长客制列车 (09A2906長)）
- ：
  - 首爾地鐵新盆唐線（2011年，SelTrac IS，無人駕駛ATO，車型：Rotem製列車 (D000)）
  - 釜山地鐵（2011年，SelTrac IS，無人駕駛式ATO，車型：Rotem製列車）
- 马来西亚：
  - 吉隆坡格拉那再也线（1998年，SelTrac IS，無人駕駛ATO，車型：龐巴迪製Innovia Metro列車）（2011年格拉那再也延长线建设时改用泰雷兹 SelTrac CBTC系統）
  - 吉隆坡安邦线和大城堡线[3]（2012年，泰雷兹 SelTrac CBTC系統，非ATO，车型：中車株洲製列車）
- 新加坡：
  - 新加坡地鐵南北线和东西线（2017年，SelTrac CBTC，ATO，車型：C151、C651、C751B、C151A、C151B、C151C、CR151）
- 阿联酋：
  - 杜拜地鐵（紅線、綠線，2009年通車，SelTrac IS，無人駕駛式ATO，車型：近畿車輛與阿爾斯通製列車）
- ：
  - 多哈地鐵（紅線、綠線、金線、藍線，2019年通車，SelTrac CBTC，無人駕駛式ATO，車型：近畿車輛製列車）
- 土耳其：
  - 安卡拉地鐵（SelTrac IS，ATO，車型：Bombardier H6）

### 歐洲
- 德国：
  - 柏林地鐵（1982年，SelTrac ZB，ATO，車型：西門子）
  - 杜伊斯堡捷運（1992年，SelTrac ZB，ATO，車型：西門子／Vossloh聯製）
  - 杜塞多夫捷運（1988年，SelTrac ZB，ATO，車型：西門子／Vossloh聯製）
- 英国：
  - 倫敦碼頭區輕便鐵路（1995年，SelTrac IS，ATO，車型：龐巴迪）
  - 倫敦地鐵銀禧線（2010年，SelTrac IS，ATO，車型：阿爾斯通）
  - 倫敦地鐵北線（2014年）

### 北美洲
- 美国
  - 底特律旅客捷運系統（1987年，SelTrac IS，無人駕駛式ATO，車型：龐巴迪／UTDC聯製）
  - 傑克遜維爾捷運（1998年，SelTrac LS，無人駕駛ATO，車型：龐巴迪）
  - 紐約地鐵紐約地鐵7號線（2016年，SelTrac CBTC，ATO，車型：川崎重工R188）
  - 紐約甘迺迪國際機場捷運（2003年，SelTrac IS，無人駕駛ATO，車型：龐巴迪二型）
  - 拉斯維加斯單軌電車（2004年，SelTrac LS，無人駕駛ATO，車型：龐巴迪）
  - 紐華克自由國際機場捷運（1996年，SelTrac LS，無人駕駛ATO，車型：龐巴迪／Von Roll）
  - 三藩市城市鐵路（1997年，SelTrac IS，ATO，車型：波音／Ansaldobreda）
  - 佛羅里達州華特迪士尼世界單軌電車系統（1989年，SelTrac MS ，ATP，車型：Disney/TGI）
- 加拿大
  - 太平洋鐵路，（1990年，ATCS電台式列車防護）
  - 多倫多地鐵士嘉堡輕鐵（1985年，SelTrac IS，ATO，車型：龐巴迪／UTDC）
  - 溫哥華架空列車（1986年，SelTrac IS，無人駕駛ATO，車型：龐巴迪／UTDC）
  - 蒙特利尔蓝线，（2024年）

值得一提的是，SelTrac訊號系統無法識別編號為「00」字尾的列車，因此在使用本系列系統的鐵路中，列車編號不能有「00」字尾（例如是港鐵屯馬綫中國製列車D399/D400）。

## 外部連結
- 泰力斯公司：SelTrac系統小冊子